# Eduard von Waldkirch

Eduard von Waldkirch (1971)

Eduard Otto von Waldkirch (* 1. Juli 1890 in Bern; † 5. Februar 1972 ebenda) war ein Schweizer Jurist, Hochschullehrer und Politiker (Republikanische Bewegung).

## Leben
Eduard von Waldkirch studierte Rechtswissenschaften in Bern, Berlin und Genf, 1914 wurde er bernischer Fürsprecher, 1915 promovierte er in Bern. Er wurde stellvertretender Adjunkt der Justizabteilung des Eidgenössischen Justiz- und Polizeidepartements. Ab 1918 war er Privatdozent und von 1927 bis 1960 ausserordentlicher Professor an der Universität Bern. Waldkirch lehrte vor allem Völkerrecht, Kirchenrecht und gewerblichen Rechtsschutz. Die Behörden zogen ihn immer wieder als Rechtsexperten für internationale und staatsrechtliche Fragen bei. 1933 präsidierte er die Eidgenössische Kommission für Luftschutz, und von 1936 bis 1945 leitete er die Abteilung für passiven Luftschutz im Eidgenössischen Militärdepartement.
Von 1971 bis 1972 sass Waldkirch für James Schwarzenbachs Republikanische Bewegung im Nationalrat. Am 29. November 1971 eröffnete er als 81-jähriger Alterspräsident die erste Sitzung des neu gewählten Nationalrates. Er konnte dabei die Frauen begrüssen, welche zu diesem Zeitpunkt im Schweizer Parlament erstmals Einsitz nehmen konnten. Unter seiner Leitung als Alterspräsident wurde mit William Vontobel das einzige Mal in der Geschichte ein Vertreter des Landesrings der Unabhängigen als Nationalratspräsident gewählt.
Eduard von Waldkirch war ein Enkel von Wilhelm Teuscher, der ebenfalls Nationalrat war.
Personalien Waldkirchs befinden sich im Stadtarchiv Schaffhausen.

## Werk (Auswahl)
- Die Aussenpolitik der Schweiz. Sonderdruck aus der "Politischen Rundschau". Bern 1925. 24 Seiten (online)
- Neutralitätsrecht, gemeinsam mit Ernst Vanselow, in: Handbuch des Völkerrechts. Bd. 6.: Kriegs- und Neutralitätsrecht, Abt. 5., Kohlhammer Verlag. Stuttgart 1936
- Abhandlungen und Reden, Langnau BE. Verlag Emmenthaler Blatt 1971. 288 Seiten [mit autobiografischem Text]